# Islamiska republiken Afghanistan (2004–2021)
Islamiska republiken Afghanistan är den stat som bildades i Afghanistan år 2004. Den föregicks av en interimsadministration som skapats efter att talibanernas islamiska emirat störtats av USA-ledda trupper hösten 2001, och en övergångsadministration som 2002–2004 förberedde en ny konstitution och höll allmänna val. Under hela republikens existens har det pågått inbördeskrig mellan regeringen och talibanerna. 
11 september-attackerna 2001 föranledde USA att kräva Usama bin Ladin utlämnad men talibanregimen vägrade göra detta. Afghanistan angreps 7 oktober 2001 av USA och Storbritannien, i det som kallades Operation Enduring Freedom. Amerikanska flygplan genomförde kraftiga bombangrepp som underlättade för Norra alliansen att närma sig Kabul norrifrån. USA satte också in drygt 1000 marksoldater. I december 2001 hade invasionsstyrkorna tagit kontroll över Kabul och större delen av landet, men talibansoldater flydde upp i bergen och fortsatte att göra motstånd. Vid årsskiftet enades afghanska ledare, talibanmotståndare, vid en konferens i Bonn om att bilda en interimsregering under Hamid Karzai. Han vann sedan presidentvalen 2004 och 2009, det senare med lågt valdeltagande och hårda beskyllningar om valfusk.
I augusti 2021 lämnade amerikanska trupper Afghanistan varpå talibanerna i snabb takt kunde överta alla större städer i Afghanistan. Den 15 augusti 2021 intogs huvudstaden Kabul och talibanerna utropade på nytt det Islamiska emiratet Afghanistan. Den nya regimen är inte erkänd av FN.

## Historia

### Upprättandet av Islamiska republiken
I december 2001, efter att talibanregeringen störtats, bildades den afghanska interimsadministrationen under Hamid Karzai. I slutet av 2001 tog FN:s säkerhetsråd initiativ till den fredsbevarande styrkan International Security Assistance Force (ISAF). Styrkans mandat var att bistå president Karzais regering att upprätthålla lag och ordning samt att återuppbygga landets infrastruktur. Efter invasionen 2001 fortsatte USA att ha ett stort antal soldater i Afghanistan och att lägga ned mycket stora summor pengar på kriget. Vid denna tidpunkt, efter två decennier av krig och akut svält, hade Afghanistan en av de högsta spädbarns- och barnadödlighetstalen i världen. En internationell givarkonferens arrangerades i London den 1 februari 2006 där Afghanistan fick löfte om 10 miljarder amerikanska dollar.
2014 hölls ett nytt presidentval. Efter en utdragen process med ömsesidiga beskyllningar om valfusk fastställdes ett valresultat genom förhandlingar i oktober 2014. Resultatet blev att de två huvudkandidaterna till presidentposten delade upp makten mellan varandra. Ashraf Ghani utsågs till president och Abdullah Abdullah blev regeringschef. Resultatet blev en regering där de båda ledarna delade på departementen och där samarbetet och koordineringen fungerade dåligt. Regeringen hade sedan USA:s invasion 2001 varit beroende av NATO-styrkor för att behålla makten.
Sommaren 2019 förhandlade USA med talibanerna om ett tillbakadragande av amerikanska trupper, och i början av 2020 fattades en överenskommelse om förhandlingar som skulle inbegripa den afghanska regeringen. I september 2019 hölls presidentval efter att ha skjutits upp flera gånger. Endast 1,8 av 9,6 miljoner registrerade väljare deltag i valet. Först i februari 2020 presenterades ett definitivt resultat som innebar att Ashraf Ghani vunnit med mer än 50 procent av rösterna.
Totalt hade mer än 775 000 amerikanska soldater tjänstgjort i Afghanistan under perioden 2001-2019, många av dem i flera omgångar. USA:s försvarsdepartement anger att 2 300 amerikanska soldater hade dödats och 20 000 sårats i strid. Minst 100 000 civila hade dödats eller skadats i kriget under perioden 2009–2019.

### Kollaps

#### Talibanoffensiven 2021
Från hösten 2018 fördes fredssamtal mellan USA och talibanerna, som inte accepterade att Afghanistans regering deltog i samtalen. Det resulterade bland annat i att 5000 fängslade talibaner släpptes fria. Uppgörelsen skulle följas av samtal mellan talibanerna, regeringen och andra afghanska grupperingar, men några reella överläggningar har inte kommit igång. USA:s nyvalde president Joe Biden bekräftade i början av 2021 sin företrädare Donald Trumps beslut att dra tillbaka de amerikanska trupperna senast 11 september samma år, och huvuddelen av trupperna lämnade landet redan innan 1 maj.
I maj började talibanerna intensifiera sin krigföring och i början av augusti erövrade de på mycket kort tid samtliga viktiga städer förutom Kabul. Flera av städerna, exempelvis Mazar-e-Sharif och Jalalabad, överlämnades till talibanerna av de lokal makthavarna utan strid. Söndagen 15 den augusti har talibanerna börjat gå in i Kabul. President Ashraf Ghani som lämnade landet accepterade ett fredligt maktövertagande för att skydda civilbefolkningen, vilket talibanernas företrädare också accepterade. Vice presidenten Amrullah Saleh har flytt till Panjshirdalen, Provinsen Panjshir, som fortfarande kontrolleras av regeringsstyrkor, och utropade sig den 17 augusti 2021 till ny president efter Ghani.
Den 18 augusti dödades minst tre människor som deltog i en demonstration mot talibanerna i staden Jalalabad när talibankrigare slog ned och besköt demonstranterna. Den 19 augusti rapporterades flera personer ha dödats i staden Asadabad, när talibaner besköt människor som firade Afghanistans nationaldag och viftade med den afghanska flaggan i svart, rött och grönt. Om offren skjutits ihjäl eller trampats till döds i paniken som bröt ut är oklart. Den 26 augusti 2021 dödades över 100 människor i samband med två explosioner i Kabul, en vid Kabuls internationella flygplats och en vid ett hotell nära flygplatsen. 13 amerikanska soldater bekräftades vara bland de döda, samt minst 90 afghaner. En gren av IS, ISIS-K, också kallad IS Khorasan, har tagit på sig bombdådet, som ses som en terrorattack och självmordsattentat.

#### Kabuls fall
Den 15 augusti 2021 gick talibanstyrkorna in i huvudstaden Kabul och mötte endast begränsat motstånd. På eftermiddagen rapporterades det att den afghanske presidenten Ashraf Ghani hade lämnat landet, på flykt till antingen Tadzjikistan eller Uzbekistan; Ordföranden för Folkets hus Mir Rahman Rahmani rapporterades också ha flytt in i Pakistan. Efter Ghanis flykt övergav de återstående lojalistiska styrkorna sina poster och de afghanska väpnade styrkorna upphörde de facto att existera.
På kvällen den 15 augusti ockuperade talibanerna distriktet Arg i Kabul, och sänkte den afghanska republikanska flaggan och hissade sin egen flagga över palatset. Den 19 augusti 2021 proklamerade talibanerna återupprättandet av det islamiska emiratet Afghanistan.
Den 17 augusti 2021 träffade Gulbuddin Hekmatyar, ledaren för den talibananslutna Hezb-i-Islami, både Hamid Karzai, Afghanistans tidigare president, och Abdullah Abdullah, ordförande för Höga rådet för nationell försoning och tidigare verkställande direktör, i Doha, i ett försök att bilda en regering. President Ghani, efter att ha bosatt sig i Förenade Arabemiraten, uttryckte att han stöttade sådana förhandlingar.

#### Talibanerna utropar seger
Sommaren 2021 intog talibanerna i snabb takt alla större städer i Afghanistan. Den 15 augusti intogs huvudstaden Kabul och talibanerna utropade på nytt det Islamiska emiratet Afghanistan. I början av september 2021 presenterades den nya regeringen, som presenterades som tillfällig. Tillförordnad premiärminister blev mulla Mohammad Hassan Akhund, en av talibanrörelsens grundare. Sirajuddin Haqqani, ledare för det terrorstämplade Haqqaninätverket blev inrikesminister. Till biträdande ledare utsågs mulla Abdul Ghani Baradar, som lett talibanernas politiska kansli i Qatar under de fredssamtal med bland andra USA som hållits där under åren innan maktövertagandet. Mulla Yaqoob, son till talibangrundaren mulla Omar, utsågs till tillfällig försvarsminister. Utanför regeringen men med förmodat stor makt finns talibanernas högste ledare  Haibatullah Akhundzada. Den nya regimen är (mars 2022) inte erkänd av FN.
Under talibanregimens första år vid makten har landets hazariska minoritet utsatts för en rad dödliga attacker, både från talibanerna och från ISIS-KP, "Islamiska statens" afghanska gren. Även andra etniska och religiösa minoriteter lever under hot, liksom kvinnor, journalister och människorättsförsvarare. I augusti 2022 bedömer det amerikanska museet till minne av förintelsen att Afghanistan är nummer fyra av de länder i världen som löper störst risk för massmord och grymheter mot civila.

## Styre

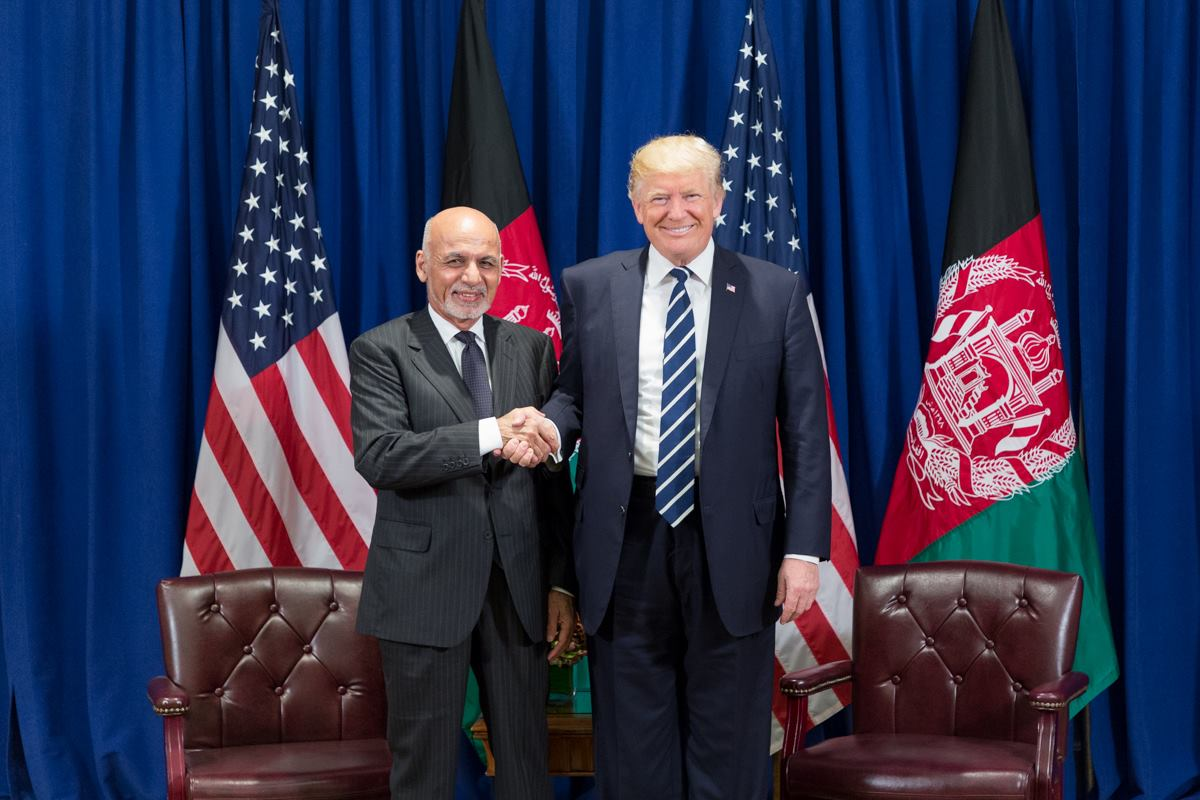
USA:s president Donald Trump med Afghanistans president Ashraf Ghani 2017

Enligt konstitutionen från 2004 är Afghanistan en islamisk republik där makten är uppdelad på den verkställande, lagstiftande och dömande makten. Deras respektive maktutövning ska vara självständig. Konstitutionen ger dock presidentämbetet förhållandevis stora befogenheter som förstärks av den politiska dynamiken, där den verkställande makten har det största inflytandet. Lagar antas ofta genom presidentdekret, vilket sker i en konstitutionell gråzon. Enligt Demokratiindex 2019 var Afghanistan en auktoritär regim.
Sedan valet 2014 var president Ashraf Ghani stats- och regeringschef. Hans huvudmotståndare i valet 2014 Abdullah Abdullah innehade 2014–2020 en post ungefär motsvarande premiärminister (Chief Executive), en funktion utan stöd i konstitutionen som inrättades som maktdelningskompromiss till följd av det omtvistade valresultatet. Valresultatet från 2019 tillkännagavs definitivt i februari 2020, fem månader efter valet, och innebär att Ghani fick 50,64 procent av rösterna. Abdullah underkände resultatet med hänvisning till valfusk och den 8 mars 2020 utropades sig båda rivalerna till president och svor presidenteden i varsin ceremoni. Senare i mars deklarerade USA:s utrikesminister Mike Pompeo att USA drar in 1 miljard dollar i bistånd år 2020 och eventuellt lika mycket år 2021 eftersom de två rivaliserande presidenterna inte kunde enas om en gemensam regering som kunde delta i de planerade fredsförhandlingarna. I maj 2020 träffade de båda rivalerna en överenskommelse om att dela makten och att Abdullah skulle få huvudansvaret för regeringens roll i den USA-ledda fredsprocessen. I överenskommelsen ingick att den tidigare krigsherren och tortyranklagade vicepresidenten Abdul Rashid Dostum blev överbefälhavare (marshal) och fick en post i regeringen.
Enligt Transparency International var Afghanistan ett av de mest korrupta länderna i världen. År 2018–2019 var Afghanistan det land i världen som hade flest dödsfall förorsakade av krigshandlingar och terrorbrott. 2020 var det världens dödligaste land för civila och det land i världen som var mest utsatt för terrorism.

### Val av president och parlament
Presidentval ska äga rum vart femte år och höll senast 2019. Val till parlamentets underhus (wolesi jirga) ska också hållas vart femte år. Det senaste valet försenades med över tre år och hölls i oktober 2018. Det året fanns 74  politiska partier registrerade. Partiernas strukturer är ofta svaga och de bygger i regel mer på etnisk tillhörighet än på gemensamma politiska intressen eller ideologi. Det finns få tydliga skiljelinjer mellan olika grupperingar i parlamentet. Valsystemet bygger inte på proportionell mandatfördelning vilket leder till ett starkt individfokus.
Samarbetet mellan parlamentet och regeringen fungerade ofta  dåligt. Regeringens arbete hämmades av inbördes konflikter mellan olika ministerier. Skiljelinjerna var ofta etniska, där Ghani (pashtun) och Abdullah (tadzjik) favoriserade sina egna folkgrupper vid tillsättningar av poster och tilldelning av utvecklingsprogram. Andra folkgrupper, som hazarer och uzbeker, exkluderades vilket i sin tur ledde till ökade etniska och regionala motsättningar. Korruptionen var ett mycket stort hinder för en effektiv och rättssäker förvaltning.

## Säkerhetsläget  2018–2021
Enligt Uppsala konfliktdatabas var Afghanistan år 2018 det land i världen som hade störst antal döda i organiserat våld och väpnad konflikt. Nästan 26 000 människor dog av sådant våld, det största antalet sedan 1989. Under första halvåret 2019 var antalet konfliktrelaterade dödsfall nästan 14 000, varav 96 procent berodde på konflikten mellan regeringen och talibanerna. Enligt FN var de civila förlusterna mellan juli och september 2018 1 174 döda och 3 139 skadade, en nivå som betecknades som "utan motstycke" med "totalt oacceptabelt" våld. Förlusterna var 42 procent högre än under samma period året innan, och FN lade det största ansvaret på grupper som talibanerna och terrorrörelsen IS.
Under 2018 var Taliban den terrorgrupp i världen som dödade flest människor, enligt Vision of Humanity 6 103 personer. I Afghanistan agerade också den afghanska grenen av IS, som var världens fjärde dödligaste terrorgrupp med mer än tusen döda i terrordåd. Detta gjorde Afghanistan till det land som var värst drabbat av terrorism, mätt i antalet döda. I november 2019 kontrollerade talibanerna en större del av landets yta än någon gång sedan de störtades 2001. 2020 var Afghanistan det land i världen som var mest utsatt för terrorism, med 26 av de 50 värsta terrorattackerna i världen.
På grund av säkerhetsläget har svenska utrikesdepartementet sedan 2006 avrått från alla resor till Afghanistan. Det svenska Migrationsverkets Center för landinformation och landanalys inom migrationsområdet (Lifos) publicerar regelbundet rapporter om säkerhetsläget i ett antal länder. Nedan sammanfattas den (nov 2019) senaste fullständiga rapporten om Afghanistan, publicerad i december 2018.

### Väpnat våld
Den afghanska regeringen (islamiska staten Afghanistan) har länge varit i försvarssituation mot talibanerna. I juli 2018 kontrollerade regeringen cirka 65 procent av landet. I september fanns i landet uppskattningsvis 20 000 internationella soldater inom den Nato-ledda styrkan Resolute Support. Under 2018 gjorde talibanerna ingen stor våroffensiv som tidigare år, utan genomförde en mängd mindre attacker.mot polis- och arméposteringar runt om i landet. De attackerade även provinshuvudstäderna i Farah och Ghazni, enligt Lifos tolkning som en demonstration inför befolkningen av sin egen styrka och svagheten hos den valda regeringen, som talibanerna ser som USA-kontrollerade marionetter. Antalet totala dödsoffer under januari–augusti var klart högre än motsvarande period 2017, medan antalet civila offer var något lägre. Lifos såg dock en ökande risk för civilbefolkningen att drabbas av självmordsattacker och andra sprängdåd  och av regeringens flygbombningar. Speciellt pekade man på sekteriska attacker mot landets shiamuslimska minoritet i västra Kabul och i Herat.
LIfos rapporterarde i slutet av 2018 att huvudstaden Kabul var under regeringskontroll men trots detta hade utsatts för ett ökande antal självmordsbombningar som var och en har skördat många offer. Invånarna i Kabul upplever en stor otrygghet som begränsar deras rörlighet i staden. Det största antalet civila dödsfall inträffade i Kabul samt i provinserna Nangarhar, Ghazni, Faryab och Helmand. Lifos såg en stor krigströtthet hos befolkningen och uttrycker försiktiga förhoppningar om förhandlingslösningar på konflikten, men betonade att detta i så fall är på lång sikt, bland annat för att IS har etablerat sig i Afghanistan och inte var intresserade av förhandlingar. Som ett tänkbart värre scenario såg Lifos riskerna för ökat sekteristiskt våld mot den shiamuslimska hazariska minoriteten, som befaras försvara sig med vapen.

### Flyktingar

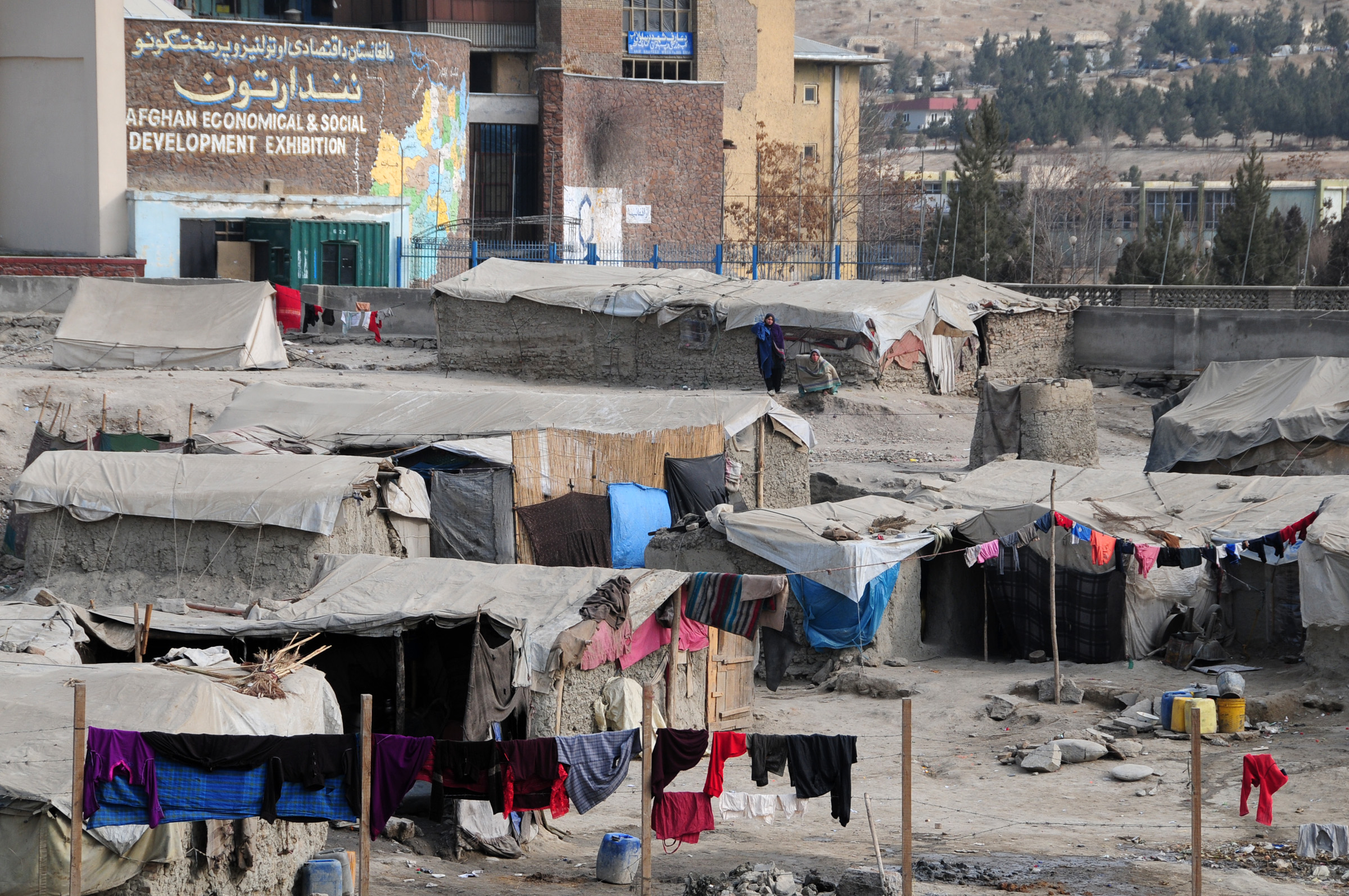
Läger för internflyktingar i Kabul 2010.

Vid halvårsskiftet 2018 fanns enligt uppskattningar nästen 1,5 miljoner internflyktingar i Afghanistan. Vissa av dem har lämnat sina hem eftersom torka gjort det omöjligt att försörja sig, men de flesta har flytt på grund av det pågående våldet. De flesta internflyktingarna har tagit sin tillflykt till större städer inom sitt närområde. I augusti 2020 att fyra miljoner människor bor i läger för internflyktingar, med usla sanitära förhållanden och mycket stor riska att drabbas av coronasmitta.
I början av 2018 fanns cirka 5 miljoner afghanska medborgare i grannländerna Iran och Pakistan. Under första halvåret 2018 återvände drygt en halv miljon av dem till Afghanistan. Huvuddelen av dem återvände från Iran, där det på grund av den politiska och ekonomiska utvecklingen blivit allt svårare för afghanska flyktingar att försörja sig. Återvändare från övriga världen var mycket färre. Enligt uppgifter från Eurostat återvände 4 265 afghanska medborgare från EU år 2017, och 2016 uppgick antalet till 8 340. De studier och uppföljningar som har gjorts visar att många av de som återvänt från Europa har en vilja att återigen lämna Afghanistan.Det finns också uppgifter om att personer som har sin familj i Iran tenderar att relativt omgående lämna Afghanistan och ta sig till Iran. Under 2019 återvände eller deporterades ytterligare cirka 485 000 papperslösa afghaner från Iran och 20 000 från Pakistan, bland dem många barn utan familjer. 66 procent av de barn som återvänt gick 2018 inte i skolan.
Möjligheten till försörjning och sysselsättning är generellt sett sämre för internflyktingar och återvändare jämfört med befolkningen i stort. 84 procent av återvändarna var 2018 i en akut situation med brist på mat. En del av återvändarnas svårigheter beror på att det är svårt att etablera sig och hitta jobb och bostad på en ny plats i Afghanistan utan ett nätverk bestående av familj, släkt eller nära vänner. Bristen på rent vatten är generellt ett stort problem, som förefaller drabba internflyktingar och återvändare hårdare än befolkningen i stort.

### Rättssäkerhet
I en rapport om situationen per 31 december 2018 konstaterar svenska utrikesdepartementet att situationen i Afghanistan är svår vad gäller mänskliga rättigheter. Rättssystemet har stora brister, både på grund av begränsad kapacitet och utbredd korruption. Många afghaner saknar grundläggande rättssäkerhet. Kvinnor och barn är extra utsatta. Enligt konstitutionen har kvinnor samma rättigheter som män, men diskriminering, grova kränkningar och våld är vanligt förekommande i synnerhet utanför större städer. Hederskultur, inklusive hedersbaserat våld och stark kontroll av släktingar förekommer och påverkar kvinnors möjligheter att åtnjuta de mänskliga rättigheterna negativt.

### Civila offer 2019–2021
Afghanistans oberoende människorättsorganisation (AIHRC) presenterade i juli 2020 uppgiften att 83 823 civila blev dödade eller skadade i krigshandlingar under 2019. FN rapporterar samtidigt att mer än 800 civila har dödats eller skadats under första halvåret 2020 i attacker som avsiktligt riktade sig just mot civila. Bland annat dödades 25 personer, däribland 16 nyförlösta mammor, vid en attack mot Läkare utan gränsers förlossningsklinik i Kabul i maj. Internationella Röda korset anger att Afghanistan år 2020 var världens farligaste land vad gäller dödligt våld mot civila, och att hälften av de dödade var kvinnor och barn.  Näst efter Mexico var Afghanistan år 2020 det land i världen där flest journalister blev mördade.
Under första halvåret 2021 dödades nästan 1 700 civila och 3 300 skadades, vilket var en 47-procentig ökning mot samma tid året innan. Afghanska regeringen och dess utländska allierade låg bakom en fjärdedel av alla civila offer. Efter NATO-truppernas tillbakadragande under våren inledde talibanerna en stor offensiv och våldet ökade kraftigt.

## Demografi
| Uppskattning av Afghanistans befolkning 1950-2020 | |
| --- | --- |
| \| \| Diagrammet är avstängt. Grafer inaktiverades den 18 april 2023 på grund av programvaruproblem. Nya diagram kan skapas sedan december 2024. \| Källa: UN Department of Economic and Social Affairs, femårsintervall. Ingen folkräkning har gjorts sedan 1979 och siffrorna bygger på uppskattningar. | |
| Information | Diagrammet är avstängt. Grafer inaktiverades den 18 april 2023 på grund av programvaruproblem. Nya diagram kan skapas sedan december 2024. |

Då det saknades en aktuell och genomgripande folkräkning varierar uppgifter om folkmängden och folkgruppernas procentuella andel och all statistik om Afghanstan innebär mycket osäkra siffror. Den senaste officiella folkräkningen genomfördes 1979. Enligt Svenska Afghanistankommittén har Afghanistan år 2019 mellan 26 och 33 miljoner invånare, varav 45 procent är under 15 år och 1,5–2,5 miljoner nomader. En annan uppskattning visas i diagrammet härintill.
Befolkningen utgörs av fyra större och ett trettiotal mindre folkgrupper. En källa från 1998 uppgav att pashtuner utgjorde  62,73 procent av befolkningen. De andra folkgrupperna som nämndes var tadzjiker (12,4 procent), hazarer (9 procent), uzbeker (6 procent) aimaker (2,68 procent) och turkmener (2,69 procent). En annan källa från 2019 uppger att  40–45 procent är pashtuner, 25 procent tadzjiker och 10–15 procent vardera hazarer och uzbeker.
Huvuddelen av befolkningen (år 2020 c.a 70%) lever i byar på landsbygden. Tätast befolkade är provinserna kring huvudstaden Kabul och Jalalabad i öster, slätten kring Kunduz i norr, området kring Herat i väster samt floddalarna i de sydliga provinserna Kandahar och Helmand. Urbaniseringstakten är stor med snabbt växande flyktingläger för internflyktingar.
I ett land med en sådan etniskt mångfald som Afghanistan har den gemensamma religionen, islam, spelat en viktig roll för att ena de olika folkgrupperna. Omkring 80 procent av befolkningen är sunnimuslimer, 19 procent är shiamuslimer  och cirka 1 procent har annan trostillhörighet. Samhället är i hög grad organiserat som stammar och klaner med stark intern lojalitet.

## Infrastruktur och ekonomi

### Utbildning

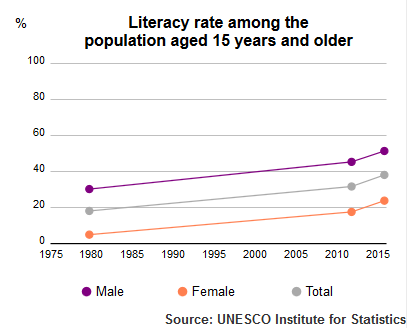
UNESCO Institute of Statistics Afghanistan läskunnighet för befolkningen över 15 år 1980–2015.

Afghanistan har en av de högsta befolkningsandelarna i världen som varken kan läsa eller skriva. Siffror från 2006 visar att uppskattningsvis 28 procent av befolkningen kunde läsa och skriva, fördelat mellan könen så var cirka 43 procent av männen och 13 procent av kvinnorna läskunniga. Enligt en annan källa från 2015 kunde 31 procent av befolkningen över 15 år läsa och skriva, där andelen var 17 procent för kvinnor. Andelen läskunniga varierade mellan olika delar av landet. Vidstående diagram från UNESCO visar andra siffror. För män var läskunnigheten högst i Kabul med 68 procent och lägst i Helmand med 41 procent.

### Energiförsörjning
Afghanistan hade år 2020 kapacitet att generera 519 megawatt el, varav ungefär 49 procent vattenkraft, 39 procent gas- och oljeeldade kraftverk, och 12 procent ifrån mindre dieselgeneratorer. Tillgängligheten för vattenkraften är cirka 40 procent på grund av variationer i vattentillgången. Projektet CASA-1000 syftar till att bygga ett gemensamt elsystem i regionen. 80% av elen importeras ifrån grannländerna. 2018 förbrukades 6TWh el. Endast 30–34 procent av landets invånare har tillgång till elektricitet via elnäten. Integrity Watch Afghanistan kritiserar regeringen för att inte bygga ut resurserna som beslutat och menar att detta främjar korruption och är en viktig orsak till landets svaga ekonomi. Regeringen tillbakavisar kritiken.
2015 kom 85 procent av landets energibehov ifrån bioenergi, främst ved och dynga för uppvärmning. 97 procent av landsbygdsbefolkningen använder fastbränsle för matlagning.
Naturgasreserverna har uppskattats till 140 miljarder kubikmeter och var tidigare en viktig exportprodukt, oljereserverna till 1,9 miljarder fat och kolfyndigheterna till 100-400 miljoner ton. I Hindu-Kush-området finns geotermiska källor.

### Ekonomi
Afghanistan var 2017 Asiens fattigaste land och helt beroende av utländskt bistånd. Enligt Världsbanken kom 96 procent av de offentliga utgifterna från utländska givare.
Den totala ekonomi var år 2019 världens 108:e största, med en BNP på 201,167 miljarder SEK. När det gäller BNP per capita (PPP) var placeringen mycket sämre, med rankningen 167 av 186 länder i en rapport från Internationella valutafonden 2016. Efter talibanernas maktövertagande augusti 2021 försämrades ekonomin kraftigt.

## Kultur

### Media
Efter att talibanregimen störtades 2001, släpptes pressens begränsningar gradvis och privat media diversifierades. Yttrandefriheten och pressen främjas i 2004 års grundlag och censur bannlys, även om att förtala personer eller att producera material som motsätter sig islams principer är förbjudet. 2008 listade Reportrar utan gränser mediamiljön som 156 av 173, den första som är någorlunda fritt. 400 publikationer och 60 radiostationer fanns registrerade, både inhemska och utländska som till exempel BBC.
Innan talibanernas maktövertagande augusti 2021 fanns 623 aktiva massmedia. I februari 2022 hade nästan hälften av dem tvingats att stänga på grund av landets ekonomiska kollaps, hot och hårda restriktioner. Antalet aktiva journalister hade minskat från 5100 till 2300. De flesta som förlorat sina arbeten var kvinnor. 

## Sverige/Afghanistan-relationer (2004-2021)
Åren 2002–2014 bidrog Sverige till den Nato-ledda internationella säkerhetsstyrkan ISAF. Sedan 2015 bidrog Sverige till Natos utbildnings- och rådgivningsinsats Resolute Support Mission. År 2019 bestod den svenska delen av insatsstyrkan av cirka 30 personer. Efter USA:s besked om att dra tillbaka sina trupper senaste 11 september 2021 beslutade NATO att avsluta sin insats. Den svenska militära personalen, som i april 2021 bestod av 16 personer, lämnade Afghanistan senast i september 2021.
Islamiska republiken Afghanistans president Ashraf Ghani besökte Sverige 2015. Sveriges utrikesminister Margot Wallström besökte Afghanistan 2017.
I april 2021 avrådde UD från alla resor till Afghanistan, med hänvisning till säkerhetsläget. UD uppmanade också svenska medborgare och personer med uppehälle i Sverige att överväga att lämna Afghanistan om deras närvaro där inte är strängt nödvändig.

### Sveriges bistånd till Afghanistan
| Sveriges bistånd till Afghanistan 1998-2019 | |
| --- | --- |
| \| \| Diagrammet är avstängt. Grafer inaktiverades den 18 april 2023 på grund av programvaruproblem. Nya diagram kan skapas sedan december 2024. \| Källa: openaid.se | |
| Information | Diagrammet är avstängt. Grafer inaktiverades den 18 april 2023 på grund av programvaruproblem. Nya diagram kan skapas sedan december 2024. |

Afghanistan var sedan 2013 det största mottagarlandet för svenskt bistånd och Sverige hade gjort ett politiskt åtagande att bidra med 8–8,5 miljarder svenska kronor i utvecklingssamarbete under 2014–2024. Biståndets fokus riktades mot att främja demokrati, mänskliga rättigheter och jämställdhet, samt på utbildning och ekonomisk utveckling. Biståndet förmedlades av Sida och uppgick 2018 till cirka 1,3 miljarder och 2020 till cirka 950 miljoner.
I april 2021 beslutade regeringen om en ny strategi för utvecklingssamarbetet med Afghanistan. Strategin avsåg perioden 2021–2024 och omfattade 3 288 miljoner kronor.
En del av de svenska biståndspengarna har kanaliserats via Världsbankens fond för återuppbyggnad med den afghanska regeringen som samarbetspart. Efter talibanernas maktövertagande i augusti 2021 ställde Världsbanken in dessa betalningar.